# Serra Mitjana (Nalec)
La Serra Mitjana és una serra situada al municipi de Nalec a la comarca de l'Urgell, amb una elevació màxima de 582,5 metres.